# Phạm Tuân
Phạm Tuân (Quốc Tuấn, Thái Bình, 1947. február 14.) vietnámi pilóta, űrhajós alezredes.

## Életpálya
1965-től repülőtisztként szolgált a hadseregben, MIG–21-es  sugárhajtású vadászrepülőgéppel repült. Aktívan részt vett az amerikaiak elleni harci feladatokban.
1979. április 1-jétől részesült űrhajóskiképzésben. Az első vietnámi állampolgár és az első ázsiai űrhajós (Oroszország állampolgárait kivéve). A hatodik Interkozmosz küldetés volt a Szaljut–6 űrállomásra. 7 napot, 20 órát és 42 percet töltött a világűrben. 1980. július 31-én köszönt el az űrhajósok családjától. Nyugdíja altábornagy, a Vietnám Nemzeti Parlamentjének tagja.

## Űrrepülések
A Szojuz–37 fedélzetén az Interkozmosz (oroszul: Интеркосмос [Intyerkoszmosz]) a Szovjetunió és kelet-európai országok közös űrkutatási program résztvevője. Az űrhajó parancsnoka Viktor Vasziljevics Gorbatko volt. Közös kutatási programok mellett a vietnámi kutatási programot végezte el. A program befejezését követően a Szojuz–36 fedélzetén téretek vissza a Földre.
Bélyegen is megörökítették az űrrepülését.

## Tartalék személyzet
- Valerij Fjodorovics Bikovszkij parancsnok
- Bùi Thanh Liêm kutatóűrhajós

## Kitüntetések
Több katonai kitüntetés tulajdonosa.
Megkapta a külföldieknek adható Szovjetunió Hőse kitüntetést és a Lenin-rendet.